# Goldrake U
Goldrake U (グレンダイザーＵ?, Gurendaizā U) è una serie televisiva anime prodotta dallo studio Gaina, reboot della serie UFO Robot Goldrake. È stata trasmessa in Giappone dal 6 luglio al 27 settembre 2024 su TV Tokyo.

## Personaggi

### Protagonisti
Duke Fleed (デューク・フリード?, Dūku Furīdo)
Doppiato da: Miyu Irino, Natsumi Fujiwara (da bambino) (ed. giapponese), Federico Talocci, Leonardo Mastrantoni (da bambino) (ed. italiana)
Principe del pianeta Fleed e pilota di Goldrake (nell'edizione originale "Grendizer"). Arrivato sulla Terra, perde la memoria in seguito a un atterraggio di fortuna; viene trovato da Sayaka e Alcor e, ribattezzato Actarus (in originale "Daisuke"), diventa loro amico. Recupera i ricordi in seguito ad aver visto il decollo di Mazinga Z e decide di recuperare e distruggere Goldrake temendo che il suo potere possa essere usato dalle forze di Vega per conquistare lo spazio. Tuttavia, convinto da Alcor, decide di pilotare il robot per difendere la Terra dall'attacco delle forze di Vega. Ha un rapporto particolare con Rubina e sua sorella Teronna (quest'ultima lo ritiene ancora colpevole della distruzione di Fleed) ma dimostrerà loro la sua innocenza. Verso la fine della serie, sposa Teronna che lo inganna spacciandosi per Rubina e, quando la vera Rubina muore per proteggerlo da un attacco, scatenerà la sua furia mandando il Goldrake in berserk, ma viene fermato dai suoi amici e continua a combattere contro Vega.
Koji Kabuto (兜 甲児?, Kabuto Kōji)
Doppiato da: Hiro Shimono (ed. giapponese), Alessandro Campaiola (ed. italiana)
Soprannominato Alcor nell'edizione italiana. Nipote di Juzo Kabuto, scopritore dell'energia fotoatomica e costruttore di Mazinga Z (in originale "Mazinger Z"), è leader della Fondazione Kabuto e pilota in incognito del super robot terrestre che difende la Terra dalle minacce. Nel primo episodio si scontra coraggiosamente contro i dischi di Vega ma il Mazinga Z nulla può contro i mostri alieni e soccombe, salvato in extremis da Actarus a bordo del Goldrake. In seguito pilota l'evoluzione dello Z, il Mazinga X (in originale "Mazinger X "), robot molto più potente del predecessore e nato dalla fusione della tecnologia terrestre e quella fleediana. Aiuterà Actarus a distruggere la base nemica e fermerà il suo amico preda di una furia cieca per la perdita di Rubina.
Sayaka Yumi (弓 さやか?, Yumi Sayaka)
Doppiata da: Sumire Uesaka (ed. giapponese), Valentina Mari (ed. italiana)
Fidanzata di Alcor e figlia del prof. Yumi, è un'agente della Fondazione Kabuto. Pilota il Goldrake 2 (in originale "Double Spacer"). Verso la fine della serie si accenderà di odio contro i veghiani che hanno ferito quasi a morte suo padre e combatterà per fermarli.
Venusia (牧葉ヒカル?, Makiba Hikaru)
Doppiata da: Nao Tōyama (ed. giapponese), Alice Venditti (ed. italiana)
Una ragazza misteriosa che abita l'isola di Ogami in Giappone. Ricerca continuamente qualcuno che possa proteggere l'isola e la Terra. Si rivela essere una sacerdotessa protettrice dell'antico santuario di Goldrake, dove si trovano i suoi mezzi di aggancio; ha abilità psichiche sovrannaturali. Nel finale della serie, diventa pilota del Delfino Spaziale (in originale "Marine Spacer") per salvare la Terra.
Maria Fleed (グレース・マリア・フリード?, Gurēsu Maria Furīdo)
Doppiata da: Minami Tanaka (ed. giapponese), Katia Sorrentino (ed. italiana)
Sorella di Actarus e principessa di Fleed. Dotata di abilità precognitive, scappa dal suo pianeta con un'astronave e raggiunge la Terra ricongiungendosi al fratello. Come nella serie originale, viene mostrata la sua esuberanza e la rivalità con Alcor. All'inizio guarda con superiorità il nuovo pianeta "di selvaggi" che la ospita, ma poi imparerà ad apprezzarlo. Diventa pilota della Trivella Spaziale (in originale "Drill Spacer").
Professor Yumi (弓弦之助?, Yumi Gennosuke)
Doppiato da: Shō Hayami (ed. giapponese), Ambrogio Colombo (ed. italiana)
Direttore dell'Istituto di ricerca sull'energia fotoatomica e padre di Sayaka. Serio, attento e preoccupato per la Terra, non si fida completamente di Actarus e nutre un certo timore per gli avversari alieni.
Dottor Procton (宇門源蔵?, Umon Genzō)
Doppiato da: Takuya Kirimoto (ed. giapponese), Mario Cordova (ed. italiana)
Vice direttore dell'Istituto di ricerca, collega di Yumi ed esperto di ricerca spaziale, adotta Actarus come figlio suo e ha molta fiducia in lui e nel suo ideale di giustizia.
Rubina Beryl Vega (ルビーナ・ベリル・ベガ?, Rubīna Beriru Bega)
Doppiata da: Haruka Tomatsu (ed. giapponese), Marta Rapperini Tesoro, Gemma Esposito (da bambina) (ed. italiana)
Capo delle operazioni belliche dell'Alleanza di Vega e sorella gemella di Teronna. Creduta morta all'inizio della serie, viene rivelato che è stata salvata da Teronna. Fragile e gentile d'animo, crede all'innocenza del suo amato quasi fin da subito e progetta di sposarsi con lui per far cessare le ostilità sulla Terra. Verrà uccisa alla fine della serie per difendere Actarus e, rivelando di conoscere i sentimenti che la sorella ha per Duke Fleed, benedice la loro unione prima di spirare.

### Antagonisti
Teronna Aqua Vega (テロンナ・アクア・ベガ?, Teronna Akua Bega)
Doppiata da: Haruka Tomatsu (ed. giapponese), Marta Rapperini Tesoro (ed. italiana)
Comandante suprema dell'Alleanza di Vega e sorella gemella di Rubina. Fa parte dei Cavalieri Starker e pilota l'Aquadrake (in originale, Aquadizer), mecha con poteri legati al ghiaccio. Combatte più volte contro Actarus e gli rinfaccia di essere un criminale, fuggito dal suo Pianeta; non riuscirà mai a credergli fino in fondo se non alla fine della serie. Pragmatica, onorevole e fedele alla causa di Vega, ama la sorella e vuole proteggerla a ogni costo; per impedire che sposi Duke, potendone assumerne l'identico aspetto esterno, si sostituisce a lei nell'incontro segreto con Duke Fleed e lo sposa con l'inganno. In realtà nutre anch'essa dei sentimenti per il principe, ma li nasconde per il bene della sorella e nasconde la sua apparenza più fragile a chiunque. Alla morte di Rubina, rifiuta l'invito di Actarus di rimanere sulla terra con lui, per il fatto di non essere pronta e lascia il pianeta, iniziando un viaggio alla ricerca della sua redenzione e di rimediare ai suoi errori.
Cazador Zeola Whiter (カサド・ゼオラ・ホワイター?, Kasado Zeora Howaitā)
Doppiato da: Yūma Uchida (ed. giapponese), Claudio Varsi (ed. italiana)
Un altro Cavaliere Starker, pilota dello Zeoladrake (in originale, Zeoladizer). Accolto sul pianeta Fleed, sviluppa una forte ossessione per Duke Fleed perché sa di essergli inferiore in abilità e vorrebbe appropriarsi di Goldrake per compensare questa incapacità. Per fare questo, tradisce Fleed, uccide i reali di Fleed e si allea con le forze di Vega, ottenendo la nobile Naida come sua serva. Catturato dai terrestri, riuscirà a fuggire e a pilotare Goldrake, ingannando Venusia, che lo considerava un potenziale pilota dei mezzi di cui è custode. Alla fine verrà fermato e apparentemente ucciso dai poteri di Venusia, che lo fa risucchiare in un vortice gravitazionale.
Naida Baron (ナイーダ・バロン?, Naīda Baron)
Doppiata da: Ayane Sakura (ed. giapponese), Sara Ferranti (ed. italiana)
Dama di compagnia di Rubina e, in seguito, di Cazador dal quale però viene trattata quasi come una schiava. Grande amica di Duke Fleed, anche lei ha sentimenti per lui. Durante l'attacco di Vega vede morire il fratello minore Sirius, calpestato da Goldrake fuori controllo. Va sulla Terra con una navicella per liberare Cazador ma in realtà è stata condizionata mentalmente da Gandal per uccidere il principe. Accolta benevolmente dai terrestri, non riesce nell'intento e le parole di Duke Fleed la risvegliano dall'ipnosi. Come nella serie storica, si schianterà contro una flotta di minidischi e un disco-mostro per proteggere la Terra.
Gandal (ガンダル?, Gandaru)
Doppiato da: Takehito Koyasu (ed. giapponese), Massimo Lodolo (ed. italiana)
Comandante del settimo battaglione d'assalto dell'Alleanza di Vega, riceve ordine di conquistare la Terra e recuperare Goldrake per il suo re. Viene apparentemente ucciso nel finale della serie con l'esplosione della sua Nave Madre.
Lady Gandal (レディガンダル?, Redi Gandaru)
Doppiata da: Akeno Watanabe (ed. giapponese), Cristina Boraschi (ed. italiana)
Moglie di Gandal che abita all'interno della sua faccia, come nella serie storica. Rimane alquanto invariata e, a volte, si sostituisce al marito nell'ideazione di piani o nelle decisioni strategiche. Anche lei, apparentemente, muore nel finale della serie con l'esplosione della Nave Madre.
Hydargos (ブラッキー?, Burakkī)
Doppiato da: Wataru Takagi (ed. giapponese), Raffaele Palmieri (ed. italiana)
Subordinato leale di Gandal, al limite dell'adulatorio, cerca sempre di svolgere la sua missione diligentemente per compiacere il comandante ma fallisce ogni volta. Viene ucciso dall'esplosione del disco-mostro che stava pilotando, distrutto da Goldrake nella modalità Berserk.
Zuril (ズリル?, Zuriru)
Doppiato da: Tomokazu Seki (ed. giapponese), Lorenzo Scattorin (ed. italiana)
Ministro della Scienza dell'Alleanza di Vega, elabora ottime tattiche per la cattura di Goldrake e la conquista della Terra ma i suoi piani vanno spesso in fumo a causa degli eroi. Viene spesso accompagnato dal Comandante Marine, sua subordinata (doppiata in italiano da Selvaggia Quattrini).
Re Vega (ベガ大王?, Vega Daiō)
Doppiato da: Nozomu Sasaki (ed. giapponese), Edoardo Siravo (ed. italiana)
Mitico sovrano dell'alleanza dei pianeti e delle forze di Vega. Cazador racconta di aver ricevuto da lui l'ordine di impossessarsi di Goldrake con l'attacco a sorpresa su Fleed, malgrado i trattati di pace.
Nel corso della serie, si é solo intravista la sua figura oscurata e viene spesso accennato.
Nell'ultimo episodio, dopo i titoli di coda fa la sua apparizione.

## Media

### Anime

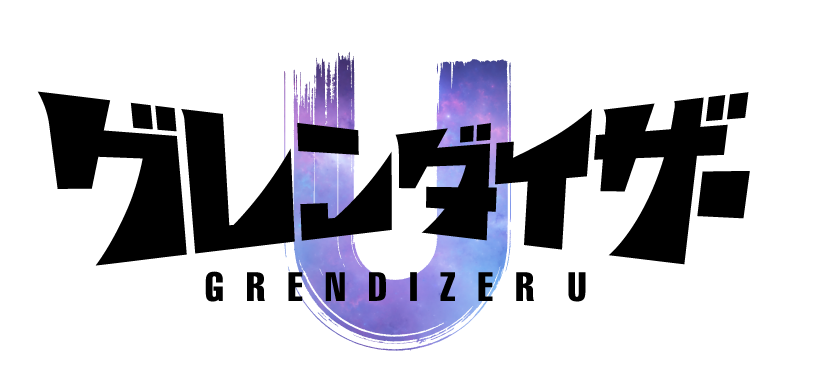
Logo della serie animata.

L'annuncio di un nuovo progetto per UFO Robot Goldrake, intitolato provvisoriamente Project G, era stato dato nell'agosto del 2022 dal profilo Twitter del franchise di Mazinger e le prime informazioni più dettagliate sono state pubblicate nel 2023.
La serie è prodotta dallo studio Gaina in collaborazione con la saudita Manga Production, è stata diretta da Mitsuo Fukuda e Shun Kudō, scritta da Ichirō Ōkouchi e sceneggiata da Tatsuto Higuchi. Il character design è a cura di Yoshiyuki Sadamoto e Arakimari, mentre il mecha design è di Kō Inaba, AF_KURO, e Junichi Akutsu. La colonna sonora è stata composta da Kōhei Tanaka. Gō Nagai, l'autore della serie originale, partecipa attivamente al reboot come produttore esecutivo.
La sigla di apertura, intitolata Kaishin no ichigeki (会心ノ一撃? lett. "Impatto cruciale"), è interpretata dai Glay, mentre la sigla di chiusura Protect You è interpretata dalle Band-Maid.

#### Edizione italiana
Il 17 settembre 2024 la sezione Cinema e serie TV della Rai annuncia l'edizione italiana dell'anime. Il doppiaggio italiano è stato eseguito presso lo studio Dubbing Brothers Int. Italia con la direzione e i dialoghi a cura di Giorgio Bassanelli Bisbal.
Il primo episodio doppiato in italiano è stato proiettato in anteprima il 1º novembre 2024 a Lucca Comics & Games, mentre la serie è stata trasmessa in TV dal 6 al 17 gennaio 2025 su Rai 2 in prima serata.
Durante la prima TV, gli episodi vengono trasmessi a circa quattro alla volta in versione concatenata, eliminando le sigle finali e iniziali intermedie, i cartelli con il titolo dell'episodio successivo e i dati del doppiaggio italiano; inoltre l'episodio 9 viene suddiviso in due parti: la prima va in onda il 12 gennaio a conclusione del secondo blocco di episodi, mentre la seconda parte introduce il terzo e ultimo blocco di episodi. Quest'ultimo, inizialmente previsto per il 19 gennaio, è stato anticipato al 17 gennaio, sempre in prima serata. Inoltre è stata tagliata la scena dopo i titoli di coda dell'ultimo episodio. La versione pubblicata in streaming in differita su RaiPlay invece mantiene la suddivisione e la durata originale per tutti gli episodi.

#### Episodi
| Nº | Titolo italiano Giapponese 「Kanji」 - Rōmaji - Traduzione letterale | In onda           | In onda              |
| Nº | Titolo italiano Giapponese 「Kanji」 - Rōmaji - Traduzione letterale | Giapponese        | Italiano             |
| 1  | Il guardiano del pianeta blu 「砂漠に出会う二つの星」 - Sabaku ni deau futatsu no hoshi – "Due stelle si incontrano nel deserto" | 6 luglio 2024     | 6 gennaio 2025       |
| 1  | Nel deserto di sabbia rossa di Riad, precipita una misteriosa nave spaziale. Il fenomeno viene notato dal Istituto di ricerca sull'energia fotoatomica in Giappone e ad intervenire sono Sayaka Yumi e Alcor dalla filiale saudita della Fondazione Kabuto, che portano in salvo un ragazzo trovato privo di sensi nel luogo dell'impatto. Il ragazzo ha perso la memoria, viene chiamato Actarus e ospitato da Alcor e Sayaka. Tre mesi dopo Actarus, vedendo Alcor andare in missione con il suo robot Mazinga Z, inizia a ricordare il suo passato: il suo vero nome è Duke Fleed ed è fuggito dal suo pianeta Fleed con un gigantesco robot umanoide chiamato Goldrake. Per non mettere a rischio anche il pianeta Terra e prima che l'alleanza del pianeta Vega possa impossessarsene, Actarus vuole andare a riprendere Goldrake per andarlo a distruggere lanciandolo contro il Sole. Alcor lo raggiunge nel deserto e vuole dissuaderlo dal compiere un gesto suicida, ma è costretto a intervenire contro una flotta di mini-dischi lanciati dalle forze di Vega. Nonostante l'avvertimento di Actarus sulla potenza degli attacchi di Vega, Alcor si lancia comunque all'attacco; dopo un primo successo contro i mini-dischi e un disco-mostro, però, Mazinga Z viene decapitato da altri due dischi-mostri piombati dall'alto, e solo con l'intervento di Actarus, a bordo del Goldrake nella sua vera identità di Duke Fleed, Alcor si salva e i due mostri vengono distrutti dal robot alieno che dimostra la sua enorme superiorità sulle armi terrestri. Intanto, sul pianeta Vega, la principessa Teronna informa sua sorella Rubina del ritrovamento di Actarus e Goldrake sulla Terra. |                   |                      |
| 2  | L'attacco di Vega 「星の伝説」 - Hoshi no densetsu – "La leggenda delle stelle" | 13 luglio 2024    | 6 gennaio 2025       |
| 2  | Actarus distrugge anche un altro mostro che aveva iniziato l'attacco su Riad ma poi ha un attacco di panico ricordandosi del suo passato e fugge con l'astronave di Goldrake, inseguito da Alcor. Intanto, sulla nave "Stella di Vega", i comandanti Gandal e Hydargos contemplano il pianeta che ospita il loro nemico e vengono raggiunti da Cazador Zeola, uno dei Cavalieri Starker, che insulta Hydargos e si offre di eseguire il prossimo attacco alla Terra. Alcor e Actarus, precipitati su un'isola lontana, si confrontano e Alcor si riavvicina a Goldrake cercando di pilotarlo, ma il sistema di difesa del robot spara un laser contro il ragazzo ferendolo di striscio. Actarus effettua una trasfusione di sangue all'amico e poi gli racconta di quello che successe su Fleed: approfittando della sua assenza, i soldati dell'alleanza di Vega guidati da Cazador attaccarono il Palazzo Reale con l'obiettivo di impadronirsi di Goldrake, ma Duke Fleed prese il robot per cercare di fermare l'invasione. Saputo che i suoi genitori erano stati uccisi da Cazador, Duke perse il senno e tentò di ucciderlo ma provocò tremendi danni al Palazzo, alla città e uccise per sbaglio altri abitanti del Pianeta. Inutili furono i tentativi di Teronna e Rubina di far riprendere Duke, che fuggì dopo essersi reso conto del gesto compiuto e di aver causato apparentemente la morte di Rubina. Dopo il racconto, i due si avvicinano di nuovo al robot e questo emana una luce che li guida a una specie di tempio sull'isola, dove ci sono delle porte con delle iscrizioni in una lingua sconosciuta. I piloti vengono raggiunti da una ragazza, Venusia, che chiede ad Actarus se sia una persona buona o cattiva; nel primo caso, potrebbe rivelargli il segreto relativo al cammino bloccato e sposarlo (quest'ultima cosa non viene detta al giovane), altrimenti dovrebbe ucciderlo. Si scopre che i due sono sull'isola di Ogami in Giappone e con l'aiuto di Venusia, contattano l'Istituto di ricerca dopo tre giorni dalla loro scomparsa. In quel momento le forze di Vega, comandate da Cazador, attaccano Parigi per portare Actarus e Goldrake allo scoperto. Actarus intende combattere ma ha paura di non controllarsi; chiede quindi a Alcor di ucciderlo e questi gli fornisce un anello bomba controllato a distanza che farà esplodere se la situazione dovesse complicarsi. L'attacco alieno si sposta a Roma e Actarus e Cazador si fronteggiano sui loro robot in piazza San Pietro. |                   |                      |
| 3  | La furia del principe 「紅蓮の怒り」 - Guren no ikari – "Furia cremisi" | 20 luglio 2024    | 6 gennaio 2025       |
| 3  | In un flashback viene spiegato chi sia l'alleanza di Vega e il fatto che governi un sistema di oltre duecento pianeti. Diretti anche verso il pianeta Fleed, furono bloccati per sette volte dalla potenza di Goldrake. I due pianeti stipularono allora un trattato di pace vista l'impossibilità di conquista diventando preziosi alleati (a condizione che il Goldrake rimanesse sempre su Fleed a disposizione dell'alleanza). A Roma, intanto, lo scontro tra Actarus e Cazador continua ma quest'ultimo si limita a scappare o a lasciare attaccare i dischi di supporto mandati dalla Stella di Vega; Goldrake però si libera facilmente dei dischi e dei mostri in poco tempo e senza riportare danni nonostante i pesanti attacchi combinati dei nemici. Gandal decide allora di usare il cannone della sua nave per colpire dall'orbita il campo di battaglia e distruggere tutto. Goldrake riesce a fare a pezzi lo Zeoladrake, robot di Cazador, e ferma in extremis la sua furia omicida verso il traditore, pregato anche da Alcor che sta per premere il pulsante di detonazione della mina contenuta nell'anello dato ad Actarus poco prima. Poi Actarus, avvertito da Alcor, riesce a fermare e distruggere all'ultimo secondo il cannone della Stella di Vega lanciando da terra un Maglio perforante caricato al massimo. Goldrake viene quindi acclamato come eroe dai terrestri. Tornati alla base con Cazador prigioniero, Actarus fa la conoscenza del prof. Yumi, direttore dell'Istituto di ricerca, e del prof. Procton, vicedirettore del Centro, collega di Yumi ed esperto in ricerche spaziali. Mentre Actarus viene sottoposto a delle analisi per sincerarsi che non sia portatore di virus alieni, Alcor e Sayaka raggiungono l'hangar in cui sono conservati i resti di Mazinga Z. Actarus li raggiunge e ringrazia ancora Alcor per avergli dato più fiducia in sé; rivela inoltre che Goldrake è così potente non perché sia frutto di tecnologia aliena, ma perché sembra che sia stato creato da una divinità. Cazador intanto contatta di nascosto la sua serva Naida e le chiede di venire sulla Terra per farsi liberare; viene poi interrogato da Alcor e Actarus rivelando che a volere Goldrake è nientemeno che Re Vega, sovrano del Pianeta e dell'alleanza omonimi. Actarus stenta a crederlo perché dice che Re Vega sia solo una semplice leggenda, dato che non si era fatto vivo da migliaia di anni. In ogni caso, mentre Alcor e Actarus parlano di questo, una navetta spaziale con all'interno Naida cade sulla Terra e Actarus riesce a salvarla. |                   |                      |
| 4  | La quiete dopo la tempesta 「大空に輝く愛の花」 - Ozora ni kagayaku ai no hana – "Il fiore dell'amore che brilla nel cielo" | 27 luglio 2024    | 6 gennaio 2025       |
| 4  | Actarus e Naida passano del tempo insieme sulla Terra e mentre l'uno le esprime i suoi tormenti passati, l'altra cerca di ucciderlo ma i due vengono interrotti da Venusia che poi incontra il resto del gruppo. Qui Actarus rivela a Naida della sua identità terrestre e di essere stato adottato dal dottor Procton e mentre la ragazza racconta di essere arrivata sulla Terra grazie all'aiuto di suo fratello Sirius, ha un indebolimento e viene portata a letto. Consapevoli che la ragazza non ha ancora ucciso Actarus perché l'incontro con il ragazzo ha interferito con il condizionamento mentale subito, Hydargos e Gandal ne alzano il livello e la ragazza ha delle visioni indotte di Goldrake che, nella sua furia, uccide Sirius. La ragazza allora si alza e cerca di raggiungere Actarus per compiere la missione, ma viene richiamata da Cazador ancora prigioniero; dato che il condizionamento mentale interferisce con la volontà della ragazza, questa afferma che libererà il suo padrone solo quando avrà ucciso il principe. Intanto, un disco-mostro circondato da mini-dischi si sta avvicinando alla Terra e, dati la velocità e la traiettoria, l'impatto provocato dall'atterraggio minaccia di distruggere una buona parte del Giappone. Actarus però è impossibilitato a raggiungere il suo robot perché è bloccato e trafitto ad un braccio da Naida. A nulla serve l'intervento di Alcor e Sayaka per disarmare o convincere la ragazza; questa rivela quello che ha visto nelle sue visioni indotte e vuole uccidersi con Actarus ma questo afferma che uccidersi non servirebbe a nulla: sarebbe meglio, per riparare alle sue azioni, lasciarlo vivere per proteggere la Terra e anche Naida potrebbe vivere sulla Terra in pace, mettendo da parte la vendetta. Le parole di Actarus e il suo affetto interferiscono fortemente con il lavaggio del cervello e questo causa un malfunzionamento nel dispositivo nascosto nella tiara di Naida, facendole recuperare il controllo di sé. Actarus però non può comunque pilotare Goldrake per il troppo sangue perduto, quindi è Naida che usa la sua navicella e si schianta contro la flotta di dischi, non prima di aver rivelato al giovane che Rubina è viva, detonando la bomba che voleva usare contro Actarus e lasciando straziato il principe. |                   |                      |
| 5  | La fuggitiva 「マリアが来た！」 - Maria ga kita! – "Arriva Maria!" | 3 agosto 2024     | 12 gennaio 2025      |
| 5  | Sul Pianeta Fleed, uno stormo di mini-dischi e un disco-mostro circondano un monastero con l'intento di imprigionare la principessa Maria Grace Fleed, sorella di Actarus, per i crimini commessi dal fratello. Tuttavia questa, grazie ai suoi poteri precognitivi, aveva previsto il tentativo e riesce a scappare dal pianeta a bordo dello stesso disco-mostro. Intanto sulla Terra, Actarus è ancora triste per la fine di Naida e gli altri cercano di tirarlo su di morale ma l'allarme di un disco-mostro in arrivo fa tornare in sé Actarus che decolla a bordo di Goldrake. Avvicinandosi al mostro, scopre che è quello pilotato da sua sorella e si ricongiunge a lei. Questa afferma fin da subito di non aver creduto alla distruzione di Fleed da parte di Actarus e si presenta al gruppo, ma attira le ire di Alcor per il suo comportamento altezzoso; questo la sfida in varie competizioni per dimostrare che i terrestri non sono meno evoluti degli extraterrestri. Maria, anche grazie ai suoi poteri, riesce a vincere contro Alcor ma, sfidata da Sayaka e Venusia in una competizione culinaria, ammette la superiorità del cibo terrestre su quello di Fleed. Intanto, mentre Procton e Yumi decidono di studiare i due robot alieni, l'alieno mutaforma Shula, comandante di Vega, nascosto sul disco-mostro usato da Maria, penetra nella cella di Cazador e lo libera, poi segue Actarus, Alcor e Sayaka che sono in giro a Gotemba con Maria per farle conoscere la Terra. Mentre la ragazza comincia ad apprezzare il pianeta e i suoi abitanti, arriva un altro disco-mostro che provoca dei terremoti in città. Actarus torna velocemente al centro mentre gli altri si occupano di aiutare i civili a raggiungere un luogo sicuro. Anche Maria fa la sua parte ma viene bloccata da Shula che aveva l'ordine di uccidere Actarus; ripiega quindi su Maria che però si dimostra una combattente formidabile, tenendo testa alle spade nemiche con un semplice ombrellone. Tuttavia, quando Shula si trasforma in un mostro per cercare di sconfiggere la principessa, viene schiacciato dal disco-mostro. Questo viene poi preso di peso dal sopraggiunto Goldrake e distrutto in aria. Intanto Venusia era rimasta al centro e intercetta la fuga di Cazador chiedendogli se anche lui possa pilotare Goldrake e se sia una persona buona o cattiva. Nello spazio, Rubina e Teronna si avvicinano alla Terra, desiderose di rivincita nei confronti di Actarus. |                   |                      |
| 6  | Le due principesse 「二人の王女」 - Futari no ōjo | 10 agosto 2024    | 12 gennaio 2025      |
| 6  | Nello spazio, Teronna e Rubina discutono dei dettagli del loro intervento, con la prima che non vorrebbe che Rubina intervenisse nella faccenda. Rubina afferma di sapere della morte di Naida, "per opera di Actarus" e ha profondi dubbi sul perché il principe di Fleed abbia commesso così tante azioni sanguinose, quindi chiede alla sorella di poter stare al suo fianco nella faccenda quale capo delle operazioni. Intanto sulla Terra, le analisi sul Goldrake rivelano che dispone di una potenza elevatissima, paragonabile a quella di una stella, ma non si hanno dati ulteriori sulla sua composizione; le analisi proseguono per provare a migliorare i motori fotonici terrestri. Più tardi, Maria rivela ad Actarus di aver previsto il destino infausto di Naida e preannuncia che i Veghiani potrebbero attaccare presto. Nello spazio il "Teron vascello", nave personale di Teronna, porta le due principesse al cospetto di Gandal e Hydargos: questi e i soldati rimangono sconcertati del fatto che Rubina sia ancora viva perché tutti la davano per morta. Quest'ultima proibisce alle forze di Vega di fare vittime tra i civili terrestri, in quanto il loro obiettivo è unicamente il recupero del Goldrake. Sulla Terra, Maria viene svegliata da una premonizione e avverte Actarus dell'attacco: la base rileva il Teron vascello diretto verso la città di Tromsø, in Norvegia. Dalla nave decolla Teronna a bordo dell'Aquadrake, suo mecha personale, e avverte gli abitanti di evacuare la città. Goldrake arriva e i due cominciano a combattere ma Actarus si trattiene e prova a convincere Teronna della verità sugli eventi passati: Cazador aveva ucciso i sovrani di Fleed e aveva provato a rubare Goldrake; Actarus aveva perso il senno e il robot, imbevuto di sentimenti negativi, era andato in berserk colpendo Rubina e devastando il pianeta Fleed per errore. Teronna comincia a credergli vedendo che Actarus non combatte seriamente e, anzi, ha la peggio nel duello. Tuttavia, sul più bello, l'intervento di un velivolo (il Delfino Spaziale) mozza un braccio all'Aquadizer e Teronna crede di essere stata imbrogliata nuovamente. Appare anche Rubina che si rivela ad Actarus e intima alla sorella di ritirarsi per il momento, lasciando sconcertato il principe. |                   |                      |
| 7  | Dall'altra parte della galassia 「彼方より来たる」 - Kanata yori kitaru – "Proviene dall'aldilà" | 17 agosto 2024    | 12 gennaio 2025      |
| 7  | Actarus e gli altri passano del tempo all'acquario di Enoshima per distrarsi dagli attacchi ma il giovane continua a pensare a Rubina che è ancora viva; racconta di lei a Alcor e Sayaka, ma viene interrotto dal prof. Procton che è andato sull'isola di Ogami con altri tecnici del laboratorio per analizzare le rovine trovate tempo prima. Maria, notando che lì con loro c'è anche Venusia, decide di andare sul posto sperando di poter essere d'aiuto. Poco dopo, in un hangar sull'isola, Cazador cerca di fuggire a bordo di uno dei tre velivoli che poi si rivelano essere i supporti (Spazers) per Goldrake. Venusia lo intercetta nuovamente; Cazador la attacca ma lei si rivela in grado di emanare un campo gravitazionale che chiama "Raggio antigravità" (in originale "Hanjuryoku storm"), e lo ferma. Gli chiede allora se voglia davvero diventare il pilota di Goldrake, in quanto solo le persone buone possono essere scelte dal Goldrake per esserne i piloti, e rivela di sapere queste cose perché è la sacerdotessa del santuario di Goldrake. Intanto nello spazio, Rubina e Teronna tornano sulla nave e fanno la conoscenza di Zuril, ministro della scienza del pianeta Vega, e della sua accompagnatrice, il comandante Marine. Zuril era in incognito allo stesso acquario degli eroi e, analizzando la composizione di certi animali marini, rivela un disco-mostro capace di eliminare Goldrake e lo lancia sulla Terra. Goldrake interviene ed è subito trascinato in acqua; in questo ambiente, il mostro ha un enorme vantaggio. Intanto, Maria arriva all'isola e incontra Venusia; le due, insieme a Procton, vanno in un capanno dove la ragazza possiede molti libri contenenti informazioni sull'isola ma poi scompare e Maria la segue nel santuario. Attraversando un muro, Maria si ritrova nell'hangar e Venusia la indirizza verso un altro dei tre velivoli, la Trivella Spaziale per salvare Goldrake che viene danneggiato da un potente attacco sonico del mostro e non riesce a liberarsi. Cazador, a bordo del Delfino Spaziale, salva Actarus e lo stesso fa Maria, dicendo poi al fratello di combinare i due mecha e così i due riescono a distruggere il mostro. Intanto nello spazio, Rubina continua a pensare a come sia possibile che Actarus sia cambiato così tanto da quello che conosceva e matura la decisione di raggiungere nuovamente la Terra per incontrarsi e confrontarsi con lui. |                   |                      |
| 8  | Incontro ad Asakusa 「浅草の邂逅」 - Asakusa no kaigo | 24 agosto 2024    | 12 gennaio 2025      |
| 8  | All'Istituto di ricerca si sta ultimando un nuovo modello di Mazinga costruito sotto la supervisione del prof. Yumi e con l'aiuto delle ricerche sulla tecnologia fleediana. Intanto Sayaka e Maria fanno pratica con i propri veicoli di supporto per Goldrake, rispettivamente il Goldrake 2 e la Trivella Spaziale. Intanto a Baghdad, in Iraq, appare un disco-mostro che apparentemente non ha intenzioni ostili; Goldrake interviene e riesce a danneggiarlo ma questo gli riporta un messaggio di Rubina che vuole incontrare Actarus da sola. I comandanti di Vega non sanno del messaggio e decidono di pedinare la principessa; allo stesso modo, un insospettito Yumi chiede a Alcor e Sayaka di tenere d'occhio Actarus che non ha spiegato nulla del messaggio e si dirige ad Asakusa. Qui il giovane incontra Rubina e i due vengono visti da Hydargos. Alla base veghiana, Gandal e Zuril discutono sul fatto che non vogliono che la cattura di Goldrake sia merito dell'erede al trono di Vega e vedono questo contatto col nemico come un'occasione per provare a toglierla di mezzo. Actarus intanto riesce a spiegare quello che era successo dal suo punto di vista, anche se non ha modo di provare le sue parole; Rubina però decide di credergli ma viene interrotta da Teronna che è ancora determinata a sconfiggere il suo ex compagno d'armi. I tre vengono interrotti a loro volta da Hydargos e da soldati di Vega camuffati che cercano di ucciderli. Grazie anche all'intervento di Alcor e Sayaka, i soldati di Vega vengono sconfitti ma Teronna richiama un mini-disco per scappare insieme alla sorella e a Hydargos. Rubina dice ad Actarus che si sarebbero rivisti in seguito. Alcor però dice all'amico che non deve dimenticare di aver giurato di proteggere la Terra dagli invasori e che i sentimenti devono essere messi da parte. |                   |                      |
| 9  | Le tenebre inseguono la luce 「光を覆う闇」 - Hikari o ōu yami – "L'oscurità che copre la luce" | 30 agosto 2024    | 12 e 17 gennaio 2025 |
| 9  | A seguito dell'incontro con Rubina, Actarus viene imprigionato dal prof. Yumi con il sospetto di essere stato convinto ad allearsi con il nemico. Alcor, Sayaka e Maria non sono d'accordo ma non riescono a convincere il professore; a Procton, che allo stesso modo fallisce nel convincerlo, Yumi confessa di avere timore che la morale del giovane alieno non sia completamente uguale a quella dei terrestri. Intanto, nello spazio, Teronna si allena senza posa per il suo prossimo scontro con Actarus ma non può fare a meno di ricordare i duelli amichevoli avuti in passato con lui. Incontrandosi con Rubina, le proibisce di rivedere il principe di Fleed, ma la principessa rimane ancora convinta della buona fede dell'amato e afferma che anche Teronna sia triste, sebbene non lo dia a vedere. Sull'isola di Ogami, Cazador continua ad allenarsi con il Delfino Spaziale e confessa a Venusia di avere quest'ossessione per Duke Fleed perché lo reputa molto superiore a se stesso, nonostante sul suo pianeta Cazador fosse un combattente eccezionale, e cerca per questo di soffiargli il Goldrake. Sulla nave Stella di Vega è stato appena ricostruito il super cannone distrutto da Goldrake qualche tempo prima (nell'episodio 3) che viene fatto sparare con una traiettoria molto diversa per avere un vantaggio sui nemici. Sebbene l'Istituto di ricerca alzi la sua barriera per difendersi, questa non regge il colpo e si trova sguarnita davanti ad un'invasione in massa delle forze di Vega. Sayaka e Maria escono a bordo dei mezzi di supporto, raggiunte poi da Cazador sul Delfino Spaziale, ma non possono fare molto da sole contro i dischi-mostro, tra cui uno che assorbe i colpi energetici. Intanto, i nemici capeggiati da Hydargos penetrano nella base e prendono in ostaggio il professor Yumi, anche se Alcor cerca di far fronte agli invasori da solo. Actarus è ancora in cella e, con le sue grida, richiama dei soldati che progettano di ucciderlo facendo esplodere la stanza ma il prof. Procton riesce a liberare il ragazzo che raggiunge Goldrake e decolla. Arrivato sul campo, viene intercettato da Teronna a bordo del suo Aquadizer e i due combattono all'arma bianca usando le loro astronavi come cavalcature. Actarus ancora non vuole combattere seriamente, quindi Teronna si lancia contro di lui e i due cadono malamente su un'isoletta. Cazador allora decide di allontanarsi dal campo di battaglia e raggiungerli per vendicarsi finalmente di Duke Fleed. |                   |                      |
| 10 | Mazinga X 「立ち上がるエックス」 - Tachiagaru ekkusu – "Rialzati X" | 7 settembre 2024  | 17 gennaio 2025      |
| 10 | Mentre fuori dal Centro la battaglia imperversa, Alcor e il prof. Yumi cercano di raggiungere l'hangar per mettere in funzione il nuovo modello di Mazinga. Intanto, sull'isola sulla quale Actarus e Teronna si sono schiantati, il primo riprende conoscenza e raggiunge la sua ex-amica che è ancora svenuta. I due vengono raggiunti da Cazador che li attacca con il Delfino Spaziale, costringendo Actarus alla fuga con Teronna in braccio. Cazador allora riesce finalmente a entrare nell'abitacolo del Goldrake, sebbene Venusia provi inutilmente a fermarlo. Questa, compreso che Cazador è irrecuperabile si allontana smaterializzandosi. Rubina, intanto, raggiunge un mini-disco per arrivare sulla Terra e ricongiungersi con l'amato Duke e la sorella che si sono rifugiati in una grotta poco distante. Qui Teronna ricorda in sogno quando Duke le chiese il permesso per potersi sposare con Rubina ma si sveglia e si confronta con Actarus; i due vengono interrotti da Cazador che, a bordo di Goldrake, cerca di causare danni alla zona per scovare i due. Actarus e Teronna decidono di fare una tregua per uscire di lì. Intanto l'Istituto di ricerca è stato riempito di guardie e anche l'hangar con il nuovo Mazinga è protetto. Attivando a distanza il robot, Alcor e Yumi riescono a distrarre le guardie abbastanza per permettere al ragazzo di metterle fuori combattimento; sebbene il nuovo Mazinga non sia efficiente al 100% decidono di usarlo comunque, ma vengono interrotti da Hydargos, che ferisce il professore prima di striscio, poi in maniera profonda al fianco. Tuttavia il nuovo modello di Mazinga, Mazinga X, è pronto per la battaglia e salva in extremis Sayaka colpita dal disco-mostro; quest'ultimo si rivela incapace di tenere testa all'enorme forza e alla velocità del nuovo robot e soccombe. Intanto Actarus e Teronna giocano d'astuzia e cercano di disorientare Goldrake; colpito da un'arma di Teronna e vedendo i due che collaborano, Cazador è preso da un attacco d'ira e manda il robot in berserk. Actarus, nonostante tutto, è deciso a salvarlo ma viene bloccato da Venusia che fa emergere un enorme cristallo dal suolo e poi esce da questo, bloccando il robot e forzando fuori dall'abitacolo Cazador. Actarus si avvicina a lui ma viene distratto dall'arrivo di Rubina; il Cavaliere Starker ribelle colpisce di sorpresa il principe alla guancia con un coltello ma Venusia crea una sorta di campo gravitazionale (simile a quello scaturito dal Raggio antigravità nell'episodio 3) che ingloba Cazador e lo elimina. Actarus, benché sollevato di vedere Rubina, è distrutto da questa tragica fine e anche Teronna non può fare a meno di smuoversi vedendo il suo avversario in questo stato.      |                   |                      |
| 11 | Un fiore da proteggere 「テロンナ」 - Teron'na – "Teronna" | 13 settembre 2024 | 17 gennaio 2025      |
| 11 | Rubina dice ad Actarus di avere finalmente la conferma che non è cambiato e che presto si incontreranno per sposarsi, poi se ne va insieme a Teronna. Più tardi, sul Teron vascello, Teronna dice alla sorella che anche lei si è convinta delle colpe di Cazador e che Duke Fleed è innocente, ma è nel loro interesse continuare a considerarlo nemico e prendersi il Goldrake. Rubina non accetta questa situazione e afferma che si incontrerà con Duke a costo di essere considerata una traditrice; Teronna alza la mano per colpirla ma si ferma e si allontana rimarcando alla sorella di non allontanarsi. Sulla Terra Alcor, Sayaka e Actarus sono accanto al letto del Prof. Yumi, ancora incosciente per le ferite; intanto Procton ha una discussione con le autorità del Giappone che vorrebbero sostituirsi a loro per gestire la guerra con i Veghiani ma Procton si oppone. Intanto, Rubina affida una sua lettera per Duke al suo nuovo servitore, il fleediano Eins. Questo viene intercettato da Teronna che lo costringe a dargli la lettera contenente il desiderio di Rubina di unirsi in matrimonio con il principe di Fleed quella stessa notte sulla Terra e cessare così le ostilità. Teronna rivela di essere gelosa sia della sorella che del suo ex-amico che preferisce Rubina a lei, tuttavia consente ad Eins di portare la lettera a Duke Fleed. Intanto, Zuril progetta di attaccare le maggiori capitali del Mondo ogni ventiquattro ore fin quando i terrestri non insorgeranno contro Duke Fleed e lo costringeranno a cedere il robot all'Alleanza di Vega: la prima città è Berlino e viene annunciato un attacco a Washington. Il gruppo di eroi discute su come eliminare la minaccia alla radice, progettando un attacco diretto alla base nemica, ma il problema è che Mazinga X non può oltrepassare in volo l'atmosfera. Arriva Venusia che afferma che questo è possibile: li porta sull'Isola di Ogami, sotto cui c'è un osservatorio spaziale completamente funzionante che potrà servire da nuova base delle operazioni; inoltre rivela che i tre moduli di supporto per Goldrake possono anche funzionare nello spazio e, combinandosi, possono portare Mazinga X nello spazio. Quella notte Actarus, che non ha rivelato niente del suo incontro con Rubina, la raggiunge sulla collina dove si erano visti l'ultima volta e i due pronunciano i loro voti nuziali, unendosi poi sia fisicamente che mentalmente. Al termine del rito, sul dorso della mano di ognuno dei due compare un marchio che li identifica come uniti in matrimonio. Tuttavia, Rubina si rivela essere in realtà Teronna travestita: attraverso questo inganno e la prova delle nozze, Duke non avrebbe più credibilità davanti a Rubina.                                  |                   |                      |
| 12 | L'ultimo inganno 「ルビーナ」 - Rubīna – "Rubina" | 20 settembre 2024 | 17 gennaio 2025      |
| 12 | Dopo l'inganno ordito da Teronna, la principessa appare quasi soddisfatta dall'essersi unita con Duke Fleed il quale è però scosso fortemente da questa situazione. Intanto, il cannone della nave Stella di Vega attinge energia dal Sole per colpire le capitali del mondo: come promesso, Washington è la seconda città a cadere. Le autorità giapponesi discutono aspramente sul se e come consegnare Goldrake agli avversari ma il primo ministro non riesce a decidere. Zuril e Gandal ricevono una comunicazione dal capo di un'associazione antigovernativa, chiamato Inferno , che richiede attrezzature adeguate per la cattura di Goldrake. All'Osservatorio Spaziale si concludono i preparativi di aggancio dei tre moduli di supporto a Mazinga X: con questa soluzione, i preparativi per la battaglia finale sono compiuti. Mentre Sayaka nutre sentimenti di vendetta contro i veghiani che hanno ferito il padre, Venusia esorta il gruppo a prepararsi perché anche l'opinione pubblica del pianeta sta andando contro Goldrake e non hanno più molto tempo prima del prossimo attacco alla Terra. Actarus però è ancora scosso dall'inganno di Teronna e non ha la concentrazione giusta, anche se Alcor capisce lo stato d'animo dell'amico e si offre di aiutarlo. Intanto, tramite un flashback, si scopre come Teronna abbia preso il posto di Rubina: questa era rimasta ferma nella sua decisione di incontrarsi con Duke Fleed e Teronna, per proteggerla, la tramortisce per poi prendere le sue sembianze e sposarsi con il principe di Fleed. Rubina si risveglia in una capsula medica e scopre l'atroce verità per poi schiaffeggiare la sorella e scappare in camera. Intanto, sulla Terra, Goldrake, Mazinga X e i tre Spacers partono in direzione della Luna. Durante lo scontro con i minidischi e i dischi-mostro, Actarus riceve una comunicazione da parte di Rubina che vuole incontrarlo in un insediamento sulla superficie del satellite; Alcor lo sprona ad andare per mettere in chiaro le cose ma nel mentre viene sorpreso dal nuovo mostro di Vega, King Gori, e comincia a combattere con lui. Actarus raggiunge Rubina e Teronna; qui afferma di aver effettivamente sposato Teronna (data l'impossibilità di capire la sostituzione) e che, sebbene ami Rubina, non può abbandonare Teronna nel suo stato. I tre però vengono sorpresi da Hydargos e da un manipolo di soldati che sparano a Duke Fleed, però Rubina prende il colpo al posto suo. I tre scappano con l'intenzione di arrivare al Teron vascello per curare Rubina ma è inutile: finiscono in un giardino artificiale e la principessa, ormai morente, fa ammettere alla sorella che aveva dei sentimenti sopiti per Duke Fleed e glielo affida prima di esalare l'ultimo respiro. |                   |                      |
| 13 | Per il pianeta Terra 「美しきこの地球のために」 - Utsukushiki kono chikyū no tame ni – "Per questa bellissima Terra" | 27 settembre 2024 | 17 gennaio 2025      |
| 13 | I minidischi comandati da Hydargos continuano ad attaccare l'insediamento lunare nel quale ci sono ancora Duke, Teronna e Rubina ormai defunta ma dal fumo delle esplosioni esce il Goldrake e Duke, levitando, si ricongiunge ad esso. Spinto da una furia cieca, Actarus innesca il berserk del robot che fa piazza pulita dei minidischi e distrugge anche il mostro pilotato da Hydargos, uccidendo il comandante nel mentre. Sulla Stella di Vega, Mazinga X e King Gori stanno ancora combattendo ma vengono interrotti dall'arrivo di Goldrake che blocca l'attacco del mostro con una sola mano e lo respinge per poi eliminarlo inglobandolo in un campo gravitazionale. Inoltre, si occupa di distruggere il resto delle truppe con facilità; la Stella di Vega prova a colpire il robot con un colpo del suo cannone ma questo assorbe l'energia potenziandosi ulteriormente e rispedendo il colpo all'astronave nemica che precipita sulla Luna. Tutte le truppe cercano di fuggire ma Goldrake non glielo permette. I suoi amici capiscono finalmente che Goldrake è in berserk e cercano di fermarlo; lo raggiungono sulla Terra dove la sola presenza del robot sta causando dei cataclismi naturali. Mazinga X comincia a combattere contro il robot di Fleed ma non può molto; viene aiutato anche dagli Spacers, che si agganciano a lui per tenerlo fermo, e da Teronna. Alcor avvicinandosi a sufficienza ad Actarus, viene trasportato nell'abitacolo del Goldrake e risveglia Duke Fleed dallo stato di trance affermando che non avrebbe voluto premere il comando di detonazione dell'anello. Un rinsavito Goldrake e Mazinga X si lanciano nuovamente nello spazio per fermare la Stella di Vega, che sta cercando di lanciarsi sulla Terra, e riescono a distruggerla. Tornati sulla Terra, il corpo di Rubina viene attirato dal Goldrake e svanisce apparentemente all'interno di questo. Actarus chiede a Teronna se voglia rimanere con lui sulla Terra ma afferma che non è ancora pronta per farlo e lascia la Terra. In una scena dopo i titoli di coda, viene rivelato l'aspetto deforme di Re Vega, ancora ossessionato dall'avere Goldrake. |                   |                      |

### Manga
Dalla serie è stato tratto un adattamento manga intitolato Grendizer U: The Inception (グレンダイザーU ジ・インセプション?, Gurendaizā U Ji Insepushon) basato sul soggetto di Gō Nagai e illustrato da 8KEY. Il manga viene pubblicato sulla rivista digitale Comiplex della Hero's Inc. dal 28 giugno 2024.